# Década de 1470
Séculos: Século XIV - Século XV - Século XVI
Décadas: 1440 1450 1460 - 1470 - 1480 1490 1500
Anos: 1470 - 1471 - 1472 - 1473 - 1474 - 1475 - 1476 - 1477 - 1478 - 1479